# Kathedrale von Valparaíso

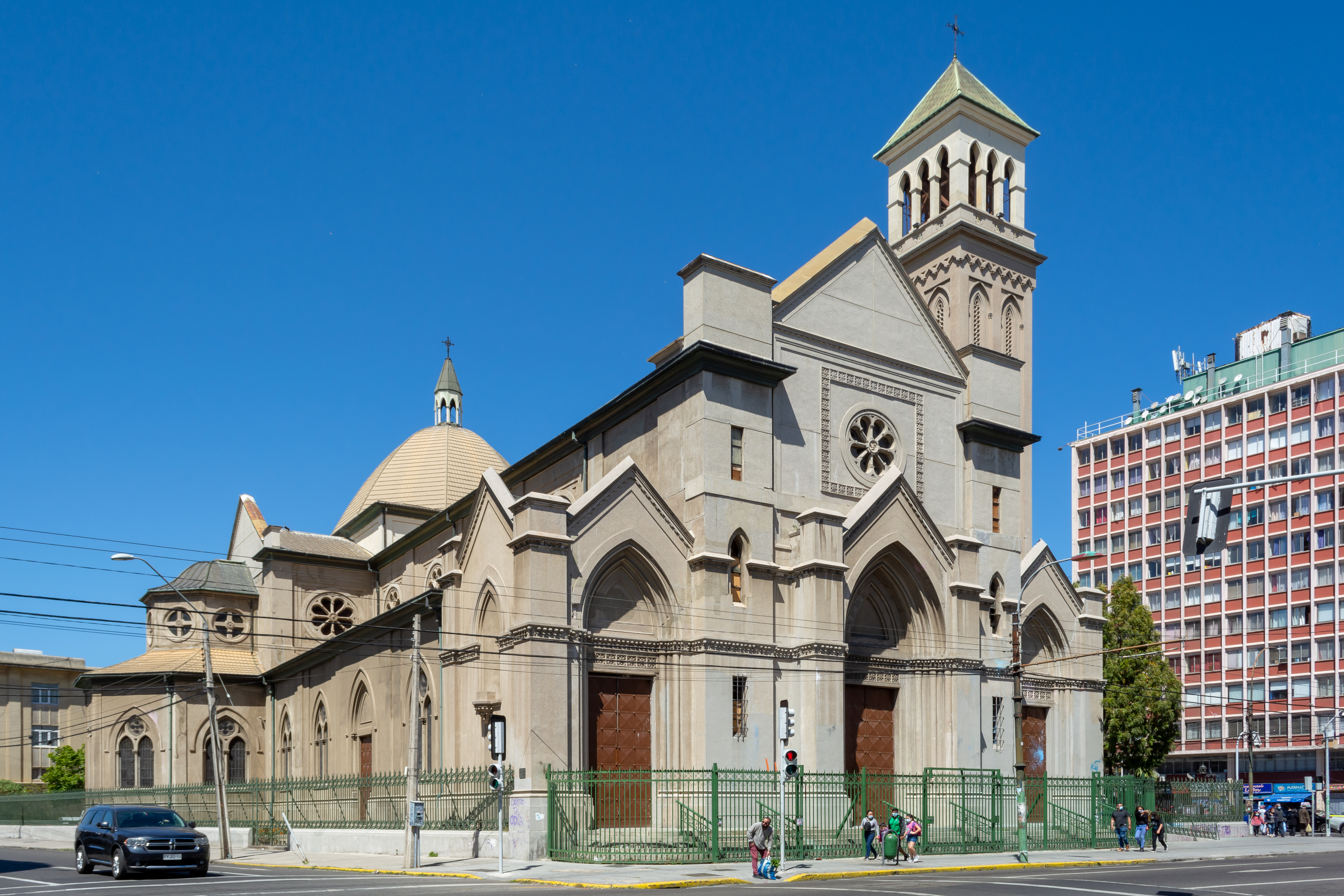
Kathedrale von Valparaíso (2021)

Die Kathedrale des Heiligen Geistes zu Valparaíso, kurz Kathedrale von Valparaíso (span. Catedral de Valparaíso) ist die römisch-katholische Kathedrale des Bistums Valparaíso in Chile. Sie befindet sich an der Plaza Victoria im Viertel El Almendral, im flachen Teil der Stadt, nur wenige Blocks von der Pazifikküste entfernt.

## Geschichte

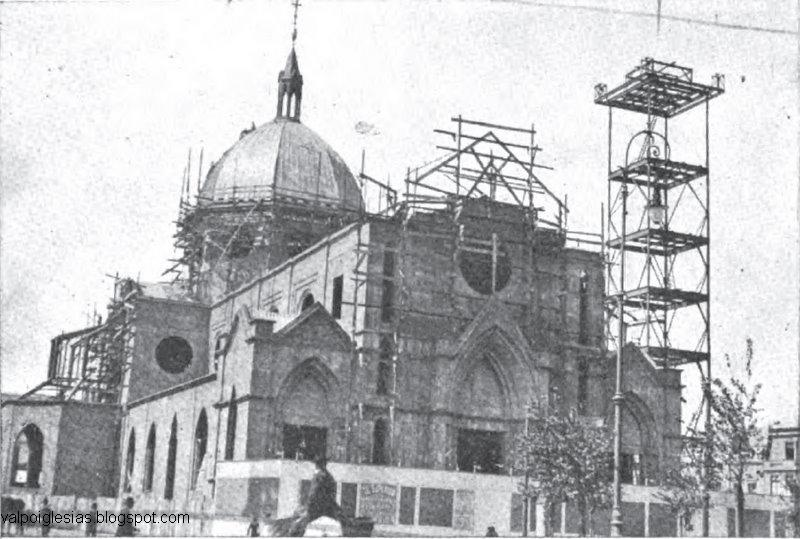
Baufortschritt der Kathedrale vor der Unterbrechung der Arbeiten im Jahr 1913

An der Stelle der heutigen Kathedrale befand sich zuvor ein Palast, dessen Bau 1870 begann, entworfen vom chilenisch-deutschen Architekten Juan Eduardo Fehrmann. Die Finanzierung des Projekts erfolgte durch den chilenisch-britischen Geschäftsmann und Politiker Agustín Edwards (1852–1897). Das Erdbeben von 1906, gefolgt von einem Brand sowie der Enteignung des umliegenden Landes zur Verbreiterung der Straßen, führte schließlich dazu, dass der Palast gänzlich abgerissen werden musste.
Agustín Edwards hinterließ zu Lebzeiten den ausdrücklichen Wunsch, dass zu Ehren der Jungfrau vom Berge Karmel eine Kirche errichtet werde. Aus diesem Anlass leistete die Familie Edwards durch ihre Mutter, Juana Ross de Edwards, eine finanzielle Zuwendung für den Bau der gegenwärtigen Kathedrale. Die Grundsteinlegung fand im Jahr 1910 statt, jedoch wurden die Arbeiten im Jahr 1913 nach dem Tod der Hauptstifterin eingestellt. Zu dieser Zeit hatte Valparaíso kirchlich den Status einer Mission sui iuris, bis Papst Pius XI. es 1925 durch eine päpstliche Bulle zur Diözese erhob. Vorläufige Kathedrale wurde die Heilig-Geist-Kirche, die nur wenige Blocks von der unvollendeten neuen Kirche entfernt lag. Der erste Bischof von Valparaíso, Eduardo Gimpert Paut, hatte die bedeutende Aufgabe, die Bauarbeiten zur Vollendung der Kathedrale wieder aufzunehmen und die Päpstliche Katholische Universität von Valparaíso im Jahr 1928 ins Leben zu rufen. Die Arbeiten wurden 1938 wieder aufgenommen und das rechte Kirchenschiff der Kathedrale 1944 geweiht. Am 29. Januar 1950 erfolgte die Weihe des fertiggestellten Baus.
In den Jahren 1971 und 1985 führten zwei Erdbeben zu erheblichen Schäden an der Bausubstanz, was umfassende Reparatur- und Instandsetzungsarbeiten nötig machte. Die zerstörte Kuppel wurde durch eine niedrigere ersetzt.
2003 erklärte der chilenische Nationaldenkmalrat die Kathedrale zum nationalen historischen Denkmal.

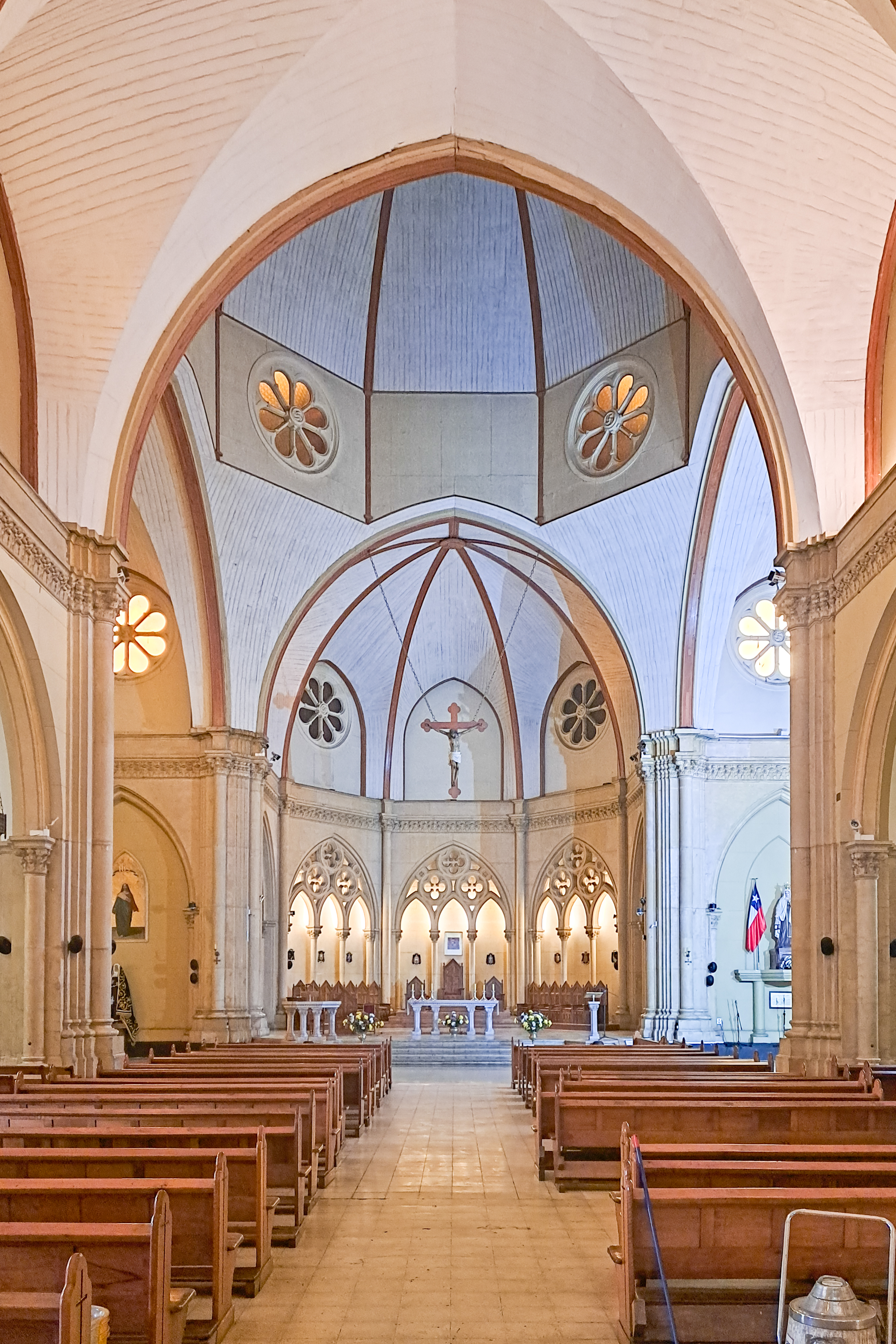
Blick auf den Chor

## Architektur
Die Kathedrale in den Bauformen der Gotik ist eine dreischiffige Basilika mit Querschiff, einem Chor mit Fünfachtelschluss und einer Vierungskuppel. Die Fenster im Langschiff und im Chorabschluss des Querhauses sind gotischen Maßwerkfenstern nachempfunden. Die Fenster des Obergadens und die in der Chorwölbung sind als Rosetten nach dem Muster der Fensterrose über dem Eingangsportal ausgebildet. Das zentrale Spitzbogenportal wird gerahmt von zwei kräftigen Risaliten, ven denen einer als Kirchturm fortgeführt wird. Der mit einem Zeltdach gedeckte Turm zeichnet sich durch eine feingliedrige gotische Klangarkade aus.